# Santa Mesa
Santa Mesa, o Santa Mesa de la Misericordia,  es uno de los dieciséis distritos de la ciudad de Manila en la República de Filipinas.

## Geografía
El distrito de Santa Mesa está geográficamente ubicado en la margen derecha del río Pasig, linda al norte con el  distrito de Sampaloc; al norte y al este con las ciudades de Quezón, Mandaluyong y  San Juan (II Distrito); al sur con Santa Ana y Pandacán; y al este con San Miguel.
En 2007 contaba con  98.901 habitantes.
El viario principal que atraviesa el distrito son Bulevar Presidente Ramón Magsaysay Blvd, Calle P. Sánchez(I-6) y el antiguo bulevar de Santa Mesa, que conecta Manila con la vecina ciudad de  San Juan. Circula un considerable volumen de vehículos.

## Historia
El nombre se deriva de la  Santa Mesa de la Misericordia, obra pía ofrecida por el propietario de la tierra durante el período español. Otra derivación posible proviene del término español Santa Misa.
Santa Mesa, situada en los depósitos aluviales en la confluencia de los ríos Pasig y San Juan, fue propiedad de los jesuitas durante el gobierno español. En la guerra filipino-estadounidense, el área se convirtió en un campo de batalla al disparar el soldado William W. Grayson a un soldado filipino en el puente de San Juan, entre Santa Mesa y San Juan. A fines de 2003, la Comisión Histórica Nacional de Filipinas determinó que el conflicto no ocurrió en el puente de San Juan, sino en el cruce de las calles Sociego y Silencio.
Hasta principios del período estadounidense, Santa Mesa era solo uno de los barrios que formaban Sampaloc, ciudad de la extinta provincia de Manila antes ser absorbida por la ciudad de Manila en 1901.  En 1911, Santa Mesa se convirtió en un distrito religioso separado de Sampaloc. El barrio estaba integrado por familias españolas y filipinas que construyeron casas de veraneo, ejemplos de las cuales son la mansión Sociego, la casa de la Familia Tuasón, y la antigua casa del Gobernador General Francisco Carriedo y Peredo, quien impulsó el sistema de agua corriente de la ciudad de Manila. Las familias acomodadas se sintieron atraídas por el clima más fresco de Santa Mesa y las pintorescas calles bordeadas de árboles cananga a lo largo del boulevard Santa Mesa. La abundancia de estos árboles inició una industria local de perfumería: las flores se cosechaban, prensaban y el aceite se exportaba en grandes cantidades a las perfumerías de Francia. 
La pequeña comunidad fue sede de un hospital para tratar a los heridos durante la Segunda Guerra Mundial . La ciudad experimentó su crecimiento después de la guerra, desarrollándose como suburbio de Manila en la década de 1950. El Mercado de Santa Mesa se construyó en este período. Era un gran complejo comercial y se hizo popular por la venta de PX Goods (productos estadounidenses destinados a proveedurías militares) desde las bases estadounidenses en Filipinas.
Este distrito formaba parte antaño del de Sampaloc, y se separó con los  barangayes (barrios) 587-636. La ciudad tiene una población de 98.901 a partir de 2007. En el censo de 2010 forma parte nuevamente de Sampaloc.

## Lugares de interés

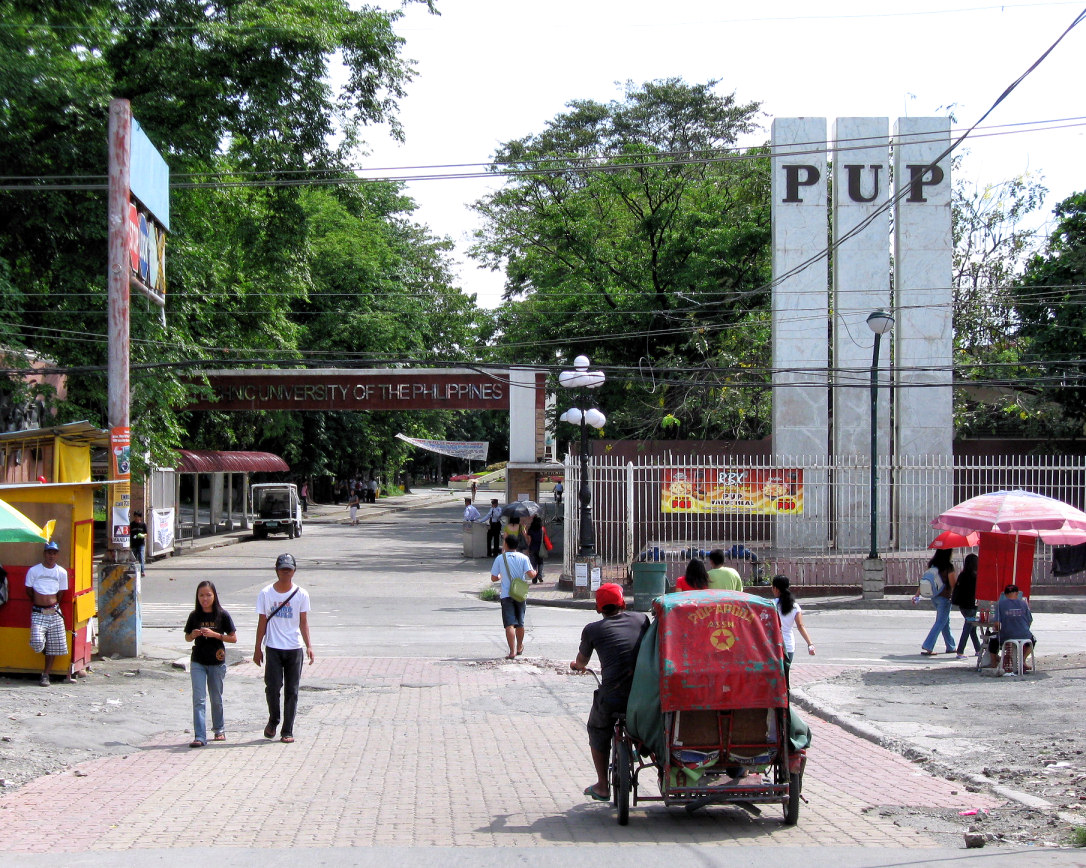
Campus de la Universidad Politécnica de Filipinas.

- Universidad Politécnica de Filipinas (PUP)
- Iglesia de Nuestra Señora de Fátima.
- Bacobueno.

- Banda Kawayan Pilipinas.

- Iglesia Unida de Cristo en Filipinas (UCCP - Bacood).

- Parroquia del Buen Pastor de la Iglesia Independiente de Filipinas.

- Antigua casa de Apolinario Mabini, héroe de la Revolución de Filipinas, ubicado dentro de la Universidad Politécnica de Filipinas.

- Hospital de Nuestra Señora de Lourdes.

- Colegio del Sagrado Corazón de Jesús.

- Antigua casa del Gobernador General Don Francisco Carriedo y Peredo.

### Iglesias
| Nombre                                            | Imagen | Ubicación / Coordenadas                         | Culto              | Notas |
| ------------------------------------------------- | ------ | ----------------------------------------------- | ------------------ | ----- |
| Iglesia parroquial de Nuestra Señora de Salvacion |        | Intersección calles Anonas e Hipódromo.         | Católico           |       |
| Iglesia parroquial de Nuestra Señora de Fátima.   |        | Intersección calles Lubirán y José Abad Santos. | Católico           |       |
| Iglesia parroquial del Sagrado Corazón de Jesús   |        | Antigua calle Santa Mesa                        | Católico           |       |
| Iglesia Bautista de la Biblia                     |        | Calle Sociego                                   | Bautista           |       |
| Iglesia Luterana Gloria Dei                       |        | Antigua calle Santa Mesa                        | Luterano           |       |
| Salón del Reino de los Testigos de Jehová         |        | Antigua calle Santa Mesa                        | Testigos de Jehová |       |
| Sambahan sa Banal na Hapag (IEMELIF Church)       |        | Boulevard Magsaysay                             | Metodista          |       |
| Iglesia Adventista del Séptimo Día                |        | Calle Hipódromo                                 | Adventista         |       |
| SM Valenzuela (iglesia IEMELIF)                   |        | Antigua calle Santa Mesa                        | Metodista          |       |
| Ministerio de la Abundancia                       |        | Calle Teresa                                    | Nuevo nacimiento   |       |

### Parques y plazas
| Nombre                                     | Imagen | Localización / Coordenadas                                             | Notas |
| ------------------------------------------ | ------ | ---------------------------------------------------------------------- | ----- |
| Parque Bacood                              |        | Calle Valenzuela                                                       |       |
| Paraiso ng Batang Maynila                  |        | Bacood                                                                 |       |
| Laguna PUP                                 |        | Campus Mabini de la Universidad Politécnica de Filipinas, calle Anonas |       |
| Parque lineal PUP                          |        | Campus Mabini de la Universidad Politécnica de Filipinas, calle Anonas |       |
| Plaza de la libertad "Nemesio E. Prudente" |        | Campus Mabini de la Universidad Politécnica de Filipinas, calle Anonas |       |

### Barangayes
Santa Mesa se divide administrativamente en 51 barangayes (barrios o distritos), todos de  carácter urbano. Por conveniencia estadística, los datos de vivienda y población de Santa Mesa están incluidos en los de Sampaloc.
Zona 58: Barangays 587, 587-A, 588, 589, 590, 591, 592 y 593
Zona 59: Barangays 594, 595, 596, 597, 598, 599, 600 y 601.
Zona 60: Barangays 602, 603, 604, 605, 606, 610, 611, 612 y 613.
Zona 61: Barangays 607, 608, 609, 614, 615, 616, 617 y 618.
Zona 62: Barangays 619, 620, 621, 622, 623, 624 y 625.
Zona 63: Barangays 626, 627, 628, 629 y 630.
Zona 64: Barangays 631, 632, 633, 634, 635 y 636.
| Zona/Barangay  | Superficie (km²) | Población (censo 2020) |
| Zona 58        |                  |                        |
| Barangay 587   | 0.07333 km²      | 2,920                  |
| Barangay 587-A | 0.02194 km²      | 1,277                  |
| Barangay 588   | 0.01947 km²      | 989                    |
| Barangay 589   | 0.03283 km²      | 660                    |
| Barangay 590   | 0.03619 km²      | 3,209                  |
| Barangay 591   | 0.06667 km²      | 2,498                  |
| Barangay 592   | 0.03228 km²      | 2,371                  |
| Barangay 593   | 0.04383 km²      | 1,775                  |
| Zona 59        |                  |                        |
| Barangay 594   | 0.03035 km²      | 636                    |
| Barangay 595   | 0.04867 km²      | 4,198                  |
| Barangay 596   | 0.02226 km²      | 2,375                  |
| Barangay 597   | 0.03043 km²      | 1,672                  |
| Barangay 598   | 0.07679 km²      | 12,027                 |
| Barangay 599   | 0.03596 km²      | 4,272                  |
| Barangay 600   | 0.06367 km²      | 5,892                  |
| Barangay 601   | 0.1163 km²       | 7,759                  |
| Zona 60        |                  |                        |
| Barangay 602   | 0.1353 km²       | 2,000                  |
| Barangay 603   | 0.04759 km²      | 712                    |
| Barangay 604   | 0.02000 km²      | 1,477                  |
| Barangay 605   | 0.03845 km²      | 1,751                  |
| Barangay 606   | 0.03072 km²      | 532                    |
| Barangay 610   | 0.02922 km²      | 968                    |
| Barangay 611   | 0.03176 km²      | 808                    |
| Barangay 612   | 0.02191 km²      | 703                    |
| Barangay 613   | 0.02612 km²      | 568                    |
| Zona 61        |                  |                        |
| Barangay 607   | 0.04699 km²      | 1,782                  |
| Barangay 608   | 0.02579 km²      | 756                    |
| Barangay 609   | 0.02867 km²      | 1,046                  |
| Barangay 614   | 0.01654 km²      | 404                    |
| Barangay 615   | 0.02034 km²      | 1,828                  |
| Barangay 616   | 0.03139 km²      | 910                    |
| Barangay 617   | 0.03125 km²      | 921                    |
| Barangay 618   | 0.04016 km²      | 740                    |
| Zona 62        |                  |                        |
| Barangay 619   | 0.2010 km²       | 1,283                  |
| Barangay 620   | 0.02244 km²      | 725                    |
| Barangay 621   | 0.07931 km²      | 1,787                  |
| Barangay 622   | 0.02481 km²      | 1,197                  |
| Barangay 623   | 0.02529 km²      | 954                    |
| Barangay 624   | 0.02421 km²      | 1,429                  |
| Barangay 625   | 0.03206 km²      | 1,027                  |
| Zona 63        |                  |                        |
| Barangay 626   | 0.03282 km²      | 1,285                  |
| Barangay 627   | 0.04027 km²      | 1,605                  |
| Barangay 628   | 0.1839 km²       | 15,202                 |
| Barangay 629   | 0.03937 km²      | 1,633                  |
| Barangay 630   | 0.2551 km²       | 4,660                  |
| Zona 64        |                  |                        |
| Barangay 631   | 0.04890 km²      | 1,254                  |
| Barangay 632   | 0.01467 km²      | 254                    |
| Barangay 633   | 0.01554 km²      | 447                    |
| Barangay 634   | 0.05924 km²      |                        |
| Barangay 635   | 0.05317 km²      | 660                    |
| Barangay 636   | 0.08512 km²      | 2,135                  |